# Constitutio Criminalis Carolina

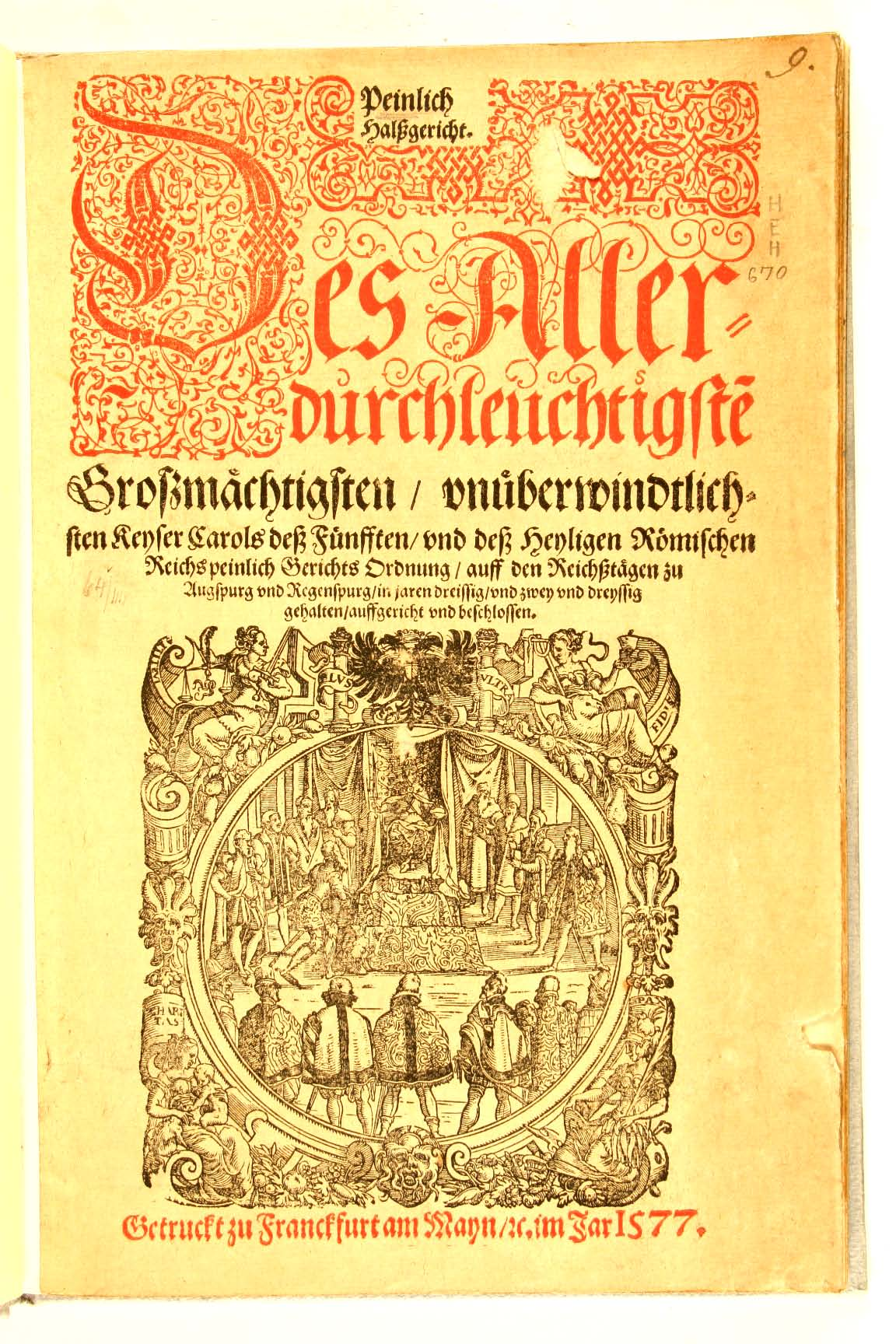
Folha de rosto

O Constitutio Criminalis Carolina (às vezes abreviado para Carolina) é reconhecido como o primeiro esboço do direito penal alemão (Strafgesetzbuch). Era também conhecido como Halsgerichtsordnung (Procedimento para o julgamento de crimes capitais) de Carlos V.
Sua base era o Halsgerichtsordnung de Bamberg (também conhecido como Bambergensis), elaborado por Johann Freiherr von Schwarzenberg em 1507, que por sua vez remontava à escola humanística do direito romano.
O Carolina foi acordado em 1530 na Dieta de Augsburg sob o Sacro Imperador Romano Carlos V e ratificado dois anos depois na Dieta de Regensburg (1532) (que era judicialmente um Hoftag, uma reunião informal), altura em que se tornou lei. Abrangeu predominantemente o direito civil ao lado do direito penal. Nos termos da Constitutio Criminalis Carolina, atos como homicídio, homicídio, roubo, incêndio criminoso, relações homossexuais e feitiçaria passaram a ser definidos como crimes graves. Em particular, Carolina especificou que aqueles considerados culpados de causar danos por meio de bruxaria deveriam ser executados com fogo, lançando as bases para os julgamentos em massa por bruxaria entre 1580 e 1680. Era também a base para a obtenção de confissões por meio de tortura.
O objetivo da Constitutio Criminalis Carolina era unificar o sistema jurídico do Sacro Império Romano e, assim, acabar com a jurisdição penal que até então tinha variado desordenadamente entre os estados do Império. O Carolina teve sucesso nisso, apesar de uma cláusula de separabilidade sob a qual Carolina só tinha importância subsidiária para as leis particulares dos Estados Imperiais. Essa cláusula de separabilidade era necessária para garantir o consentimento dos Estados imperiais, que queriam manter seus próprios poderes legais e legislativos. No entanto, a cláusula de separabilidade não prejudicou a unificação do sistema jurídico pelo Carolina e seu efeito reformatório sobre o direito penal foi indiscutível.
Outra importância histórica da Constitutio Criminalis Carolina surge do fato de que esta foi a primeira adoção do instituto jurídico italiano canônico da Inquisição. O direito penal anterior tratava apenas das acusações da vítima do crime, sem fazer investigações próprias. A inquisição deu ao tribunal a chance de examinar um caso por conta própria e encontrar uma decisão baseada apenas em fatos, sem ser restringido pelos interesses das partes.